# Red Hook Summer
Red Hook Summer è un film del 2012 diretto da Spike Lee.